# Boudinotiana
Boudinotiana är ett släkte av fjärilar som beskrevs av Patrice Leraut, 2002. Boudinotiana ingår i familjen mätare, Geometridae.

## Dottertaxa tillBoudinotiana, i alfabetisk ordning[1][2]
- Boudinotiana hodeberti Leraut, 2002
- Boudinotiana notha (Hübner, [1803]), Grå flickfjäril
  - Boudinotiana notha notha (Hübner, [1803])
  - Boudinotiana notha okanoi (Inoue, 1958)
  - Boudinotiana notha suifunensis (Kardakoff, 1928)
- Boudinotiana puella (Esper, 1787)
  - Boudinotiana puella mediterranea (Ganev, 1984)
  - Boudinotiana puella puella (Esper, 1787)
- Boudinotiana touranginii (Berce, 1870)

## Bildgalleri

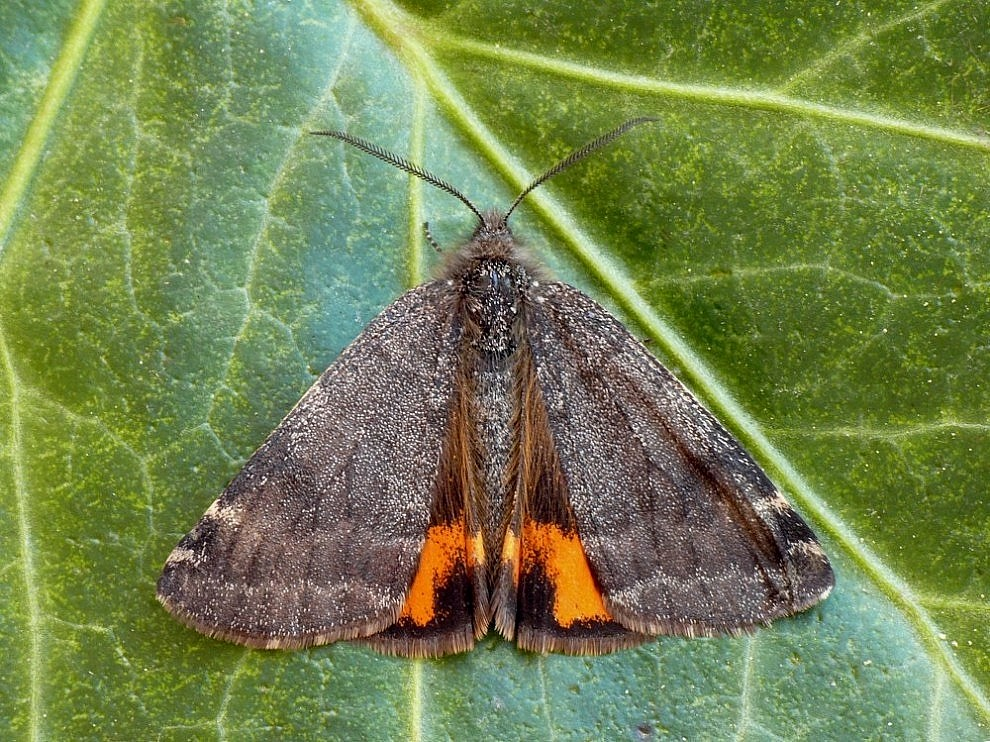
Grå flickfjäril, Boudinotiana notha
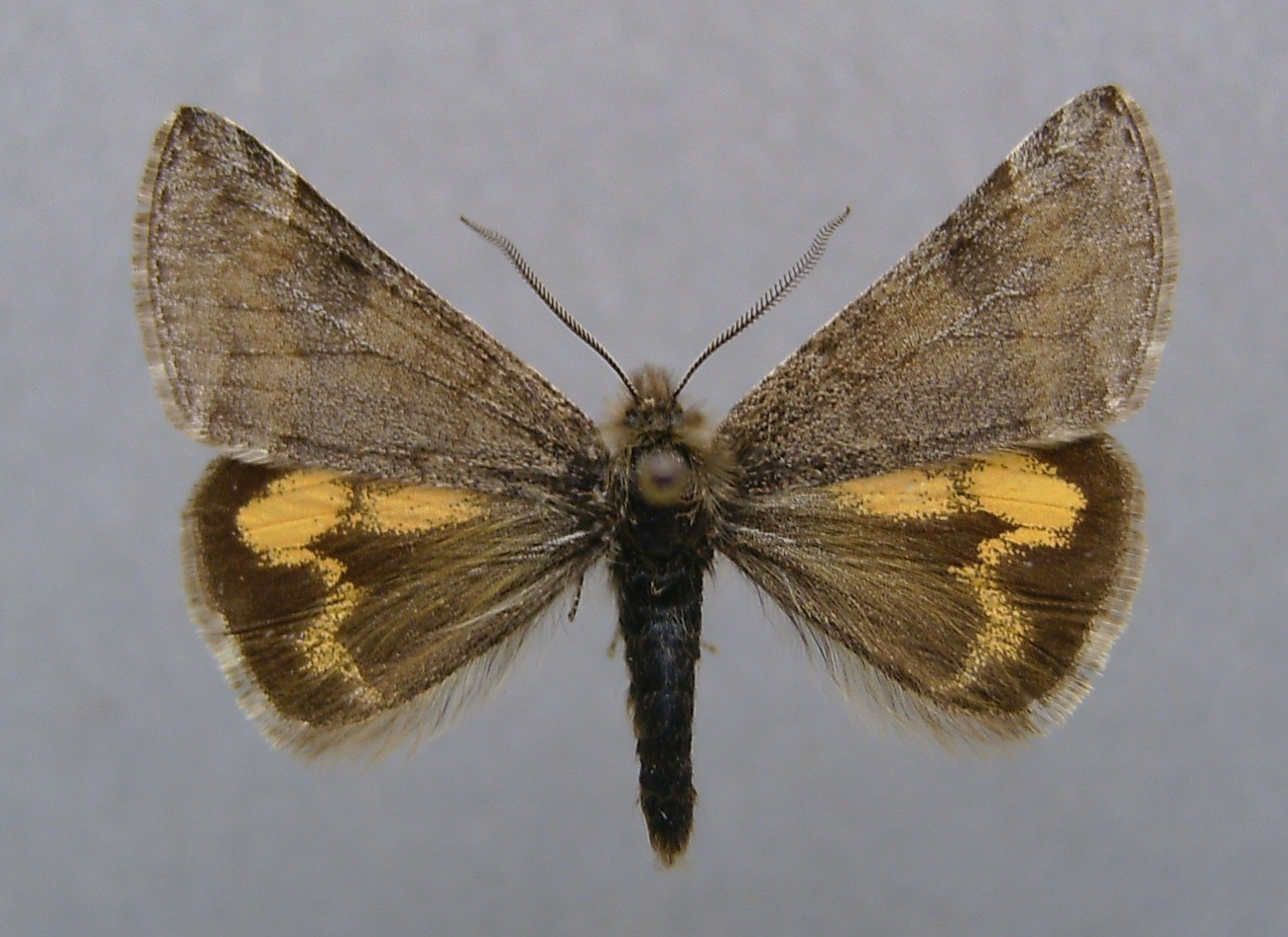
Boudinotiana puella